# 김솔비
김솔비(1999년 3월 7일 ~ )은 대한민국의 모델이자 배우이다.

## 드라마
- 2023년 ~ 2024년 KBS2 저녁 일일연속극 《우아한 제국》 ... BJ 현타(양빛나) 역

## 영화
- 2022년 영화 《트로트는 인생이다》 ... 지은 역
- 2022년 영화 《룸 쉐어링》 ... 유진 역